# Santa Iria de Azóia
Santa Iria de Azóia is een plaats (freguesia) in de Portugese gemeente Loures en telt 17571 inwoners (2001).